# Natuurpark Señorío de Bértiz

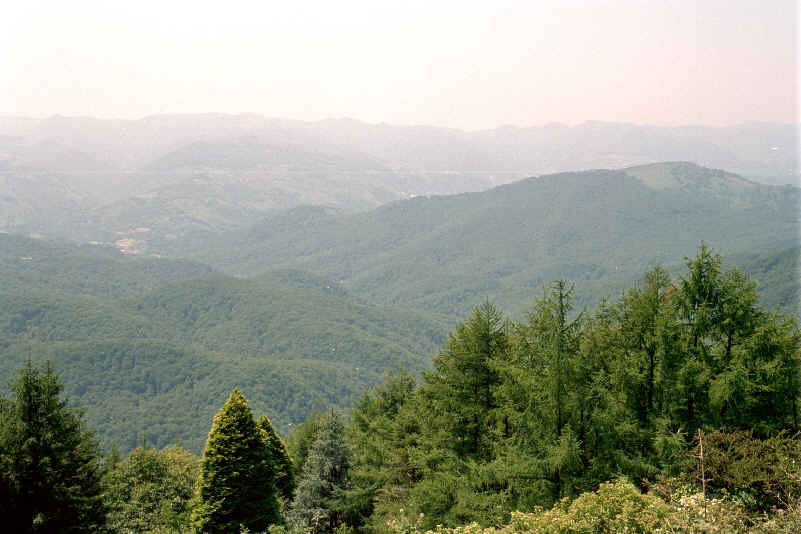

Het Natuurpark Señorío de Bértiz  (Spaans: Parque natural del Señorío de Bértiz /Baskisch: Parke Naturala Bertizko jaurerria) is een natuurpark in Navarra in Spanje. Het natuurpark werd opgericht in 1984 en is 2040 hectare groot. Het natuurpark omvat bergen en bossen van beuk en eik. In het park komt ree, edelhert, everzwijn voor.